# Carrer del Mig (Rialp)
El Carrer del Mig és una via pública de Rialp (Pallars Sobirà) inclosa a l'Inventari del Patrimoni Arquitectònic de Catalunya.

## Descripció
Antic carrer Major que travessava l'antic recinte fortificat pels murs posteriors de les mateixes cases i per una torre de secció circular, situada de tram a tram. A cada un dels seus extrems existia un portal, un d'ells avui desaparegut. El carrer, força rectilini, té una amplada de poc més de tres metres i està flanquejat per cases que presenten en la seva planta baixa porxos suportats per arcades o per llindes, la qual cosa permetia fins no fa gaires anys seguir-lo de punta a punta sempre aixopluc. Malauradament, en el curs de la dècada del segle xx han estat enderrocades moltes cases i construïdes o modificades altres. A més moltes altres avui ruïnoses amenacen en tenir la mateixa fortuna que aquelles. Un altre atemptat contra la fisonomia originaria del carrer ha estat la supressió de la segla per l'aigua que corria pel mig del carrer.